# Werner Visser
Werner Visser (Sudáfrica, 27 de febrero de 1998) es un atleta sudafricano especializado en la prueba de lanzamiento de disco, en la que consiguió ser campeón mundial juvenil en 2015.

## Carrera deportiva
En el Campeonato Mundial Juvenil de Atletismo de 2015 ganó la medalla de oro en el lanzamiento de disco, con una marca de 64.24 metros, por delante del chino Wang Yuhan y del británico George Evans (bronce con 60.22 metros).